# Сефардский язык
Сефа́рдский язы́к (ладино (устар.); еврейско-испанский язык; сеф. גֿודֿיאו־איספאנײול, לאדינו, также джудекко, спаньоль, джудезмо, худесмо, хебронео, хакетия) — язык сефардов, разделяющийся на группу диалектов, происходящих из разных мест Пиренейского полуострова. Относится к иберо-романской подгруппе романских языков. Сефардский язык является фактически продолжением ранне-еврейско-кастильского диалекта, включившего в себя носителей и черты остальных еврейских иберо-романских диалектов.
Начало образования этой разновидности испанского языка связано с изгнанием из Испании в 1492 году евреев, расселившихся главным образом на территории Османской империи, в Северной Африке, затем в Португалии, Италии, Греции, Болгарии, Румынии, Палестине и др. Пребывая в условиях иноязычного окружения и не имея статуса официального языка, он до сих пор сохраняет черты (главным образом в фонетике) испанского языка конца XV в. Функционирует как бытовой язык, проявляющий признаки вымирания.
Распространён в Израиле, отдельных районах Турции, Греции, Сербии, Румынии, Болгарии, Марокко. Число говорящих составляет около 100 тыс. человек. Диалектное членение связано со странами обитания носителей. Основные диалектные варианты — турецкий, румынский, югославский.
В 1996 году Кнессет принял закон о создании Национального управления по охране культурного наследия на сефардском языке.

## Название
Терминология в применении к сефардскому языку разнообразна и неустойчива. В научной литературе все большее распространение получает термин «сефардский», который охватывает все устные и письменные разновидности речи; как самоназвание не употребляется. Таким же широким смыслом обладает и термин «еврейско-испанский», однако иногда его применяют в более узком смысле, для обозначения языка еврейско-испанских письменных текстов начиная со второй половины XIX в. В этом значении он противостоит термину «ладино», который относится к традиционному языку еврейско-испанской религиозной литературы, сложившемуся к XIII в., то есть ещё во время пребывания евреев на Пиренейском полуострове. Термином «ладино» нередко называют сефардский язык в целом; в этом значении он был употребителен до конца XIX в.; в качестве самоназвания никогда не употреблялся.
Наиболее распространенным самоназванием является «джидио» или «джудио» (Турция, Босния, частично Греция), а также «джудезмо» (Болгария, Македония, частично Греция и Румыния); последний термин употребляется также в научной литературе. В Израиле и Турции бытует самоназвание «(э)спаньоль»; в Израиле также употребляются названия «эспаньолит», «спаньоло». Группа этих диалектов рассматривается как восточная группа диалектов сефардских языков.
Западная группа диалектов — язык сефардов Северной Африки (Алжир, Тунис, Марокко) имеет самоназвание «хакития», «хакетия», употребляющееся и в научной литературе для обозначения соответствующих диалектов. Для хакетия характерно наличие значительного пласта североафриканской арабской лексики. В отличие от восточной группы диалектов, хакетия не имел литературной традиции. В настоящее время эта группа близка к исчезновению.

## Лингвистическая характеристика
Фонетические особенности ладино: спирантизация d, g в интервокальной позиции, оппозиция смычного и фрикативного b, сохранение древней кастильской системы фрикативных согласных [f] — [v], [s] — [z], отсутствие палатализации согласных, переход гласных о, е в безударном положении в u, i.
Основной пласт лексики — слова романского происхождения, однако их фонетический облик и морфологическое оформление могут быть изменены. Заимствования из древнееврейского языка относятся преимущественно к религиозно-ритуальной сфере. В турецком диалекте ладино сильно влияние турецкого и итальянского языков, в румынском и югославском диалектах — влияние французского языка.
Литературный ладино сложился на основе койне XV в. Первый памятник — Пятикнижие 1547 г., изданное в Константинополе. Письменность существует с XVI в. на основе еврейского алфавита (применялся раввинский шрифт, он же шрифт Раши), используются диакритические надстрочные знаки и буквы вав, хе, йуд, алеф и аин для обозначения гласных. В настоящее время пресса в Турции (с 1928 г.) и Израиле использует латинский шрифт. Для письма от руки использовался курсивный шрифт, называемый солетрео (солитрео) или хаци-кульмус (ивр. חצי קולמוס‎).
На ладино издаются книги и периодика, в Израиле с 1948 года ведётся радиовещание.

## Орфография
Для сефардского языка было применено или предложено несколько вариантов письменности:
- Традиционная письменность на основе еврейского письма, остававшаяся единственной в сефардском языке вплоть до XIX века. Алфавит продолжает использоваться сегодня, в особенности в религиозной литературе.
- Расширенная и уточнённая письменность на основе еврейского письма с добавлением диакритик на основе традиционной графики (как правило, в виде точки над и под буквами, не считая символа варика (рафе в виде полукруга), ставящая цель как можно более точной передачи фонетического облика слов, не прибегая к иноалфавитным символам (это, как правило, не касается гебраизмов, сохраняющих своё традиционное написание, а для уточнения их произношения используются традиционные огласовки ― некудот).
- Письменность на основе греческого алфавита (в Греции) и кириллицы (в Югославии и Болгарии) применялась в прошлом в редких случаях, но не используется сегодня.
- Письменность на основе турецкого алфавита применяется сефардами, проживающими в Турции. Этот вариант является одним из наиболее распространённых, поскольку в связи с Холокостом, уничтожившим европейское еврейство, значительная часть носителей сефардского языка сегодня проживает в Турции.
- Израильский институт сефардского языка «Autoridad Nasionala del Ladino» и сефардский культурный фонд «Аки Йерушалаим» продвигают вариант латинского алфавита, при котором слова транслитерируются фонетически, вне зависимости от их правописания в испанском или старокастильском (исп. «como» — сефард. «komo»; исп. «niña» — сефард. «ninya»).
- Письменность на основе испанского алфавита, включая орфографические нормы современного испанского языка. Эффективность этого варианта сомнительна, так как фонетика испанского языка подверглась значительным изменениям с XV века, в то время как фонетика сефардского сохранила архаичные черты, более не отражаемые в неоднократно реформированном испанском правописании.
- Наиболее консервативным и гораздо менее популярным является вариант принятия испанского алфавита образца 1492 года (старокастильского). В этом случае фонетические особенности сефардского получат своё отражение на письме. Однако в некоторых случаях имеется неопределенность в виде двойственного использования букв и буквосочетаний в этом алфавите, а также проблема передачи слов, заимствованных из других языков (в частности из иврита).

## Сефардская Википедия
Существует раздел Википедии на сефардском языке («Сефардская Википедия»), первая правка в нём была сделана в 2005 году. По состоянию на 10:13 (UTC) 16 июля 2025 года раздел содержит 3852 статьи (общее число страниц — 13 539); в нём зарегистрировано 23 338 участников, 4 из них имеют статус администратора; 25 участников совершили какие-либо действия за последние 30 дней; общее число правок за время существования раздела составляет 214 689.

### Словари
- Nehama J. avec la col. de Jesus Cantera. Dictionnaire du judeo-espagnol. Madrid, 1977.
- Pascual Recuero P. Diccionario basico ladino-español. Barcelona, 1977.
- Kohen Eli, Kohen-Gordon, Dahlia. Ladino-English, English-Ladino: Concise Encyclopedic Dictionary (Judeo-Spanish), Hippocrene Concise Dictionary, Hippocrene Books, 2000.